# Libertango

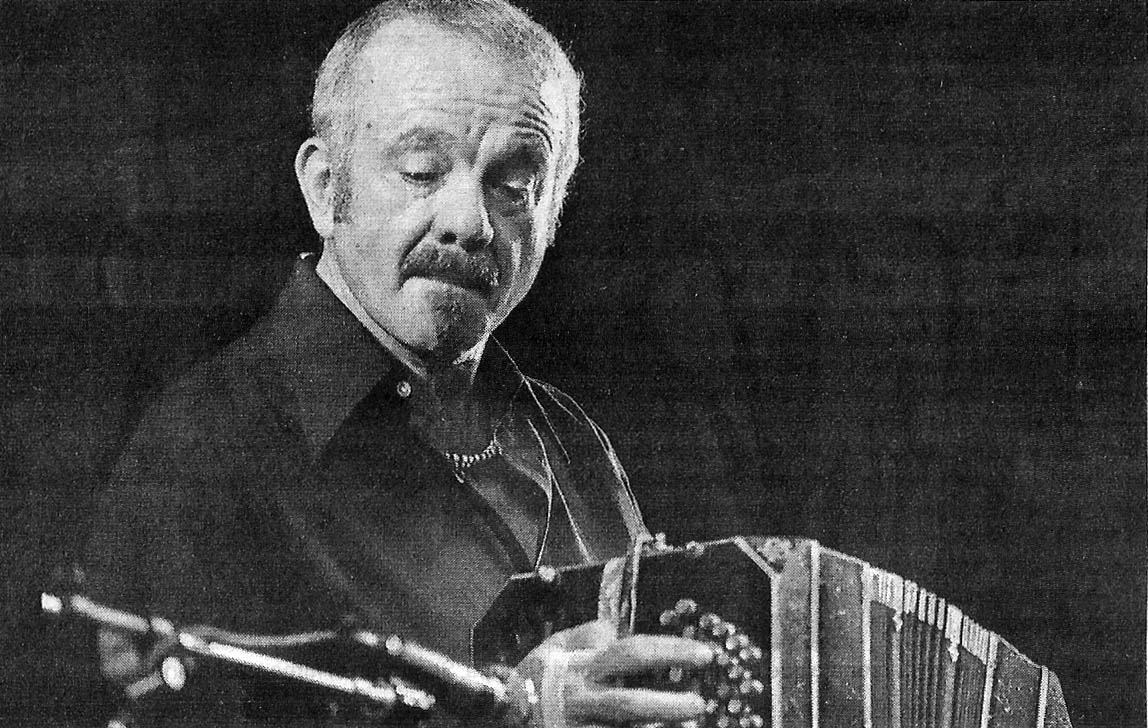
Ástor Piazzolla

Libertango és una obra del compositor i bandoneonista de tango argentí Ástor Piazzolla, que dona títol a l'àlbum homònim publicat el 1974 a Milà, i reversionat per molts artistes diferents. El seu títol és una paraula composta pels termes "llibertat" i "tango", presumiblement com a bandera de la llibertat creativa que buscava Piazzolla al crear l'anomenat tango nou, a diferència del tango clàssic. És la peça principal de l'àlbum considerada com la carta de presentació del compositor davant del públic europeu, i es va establir a tot el món.

## Història
Piazzolla es va traslladar a Nova York als 4 anys, quedant-s'hi fins als 15. Va créixer escoltant un gènere molt popular de l'època, el jazz, que va acabar influint la seva concepció harmònica i melòdica de la música.
Fent classes amb el pianista hongarès Bela Wilda, deixeble de Serguei Rakhmàninov, Piazzolla també va enamorar-se de la música clàssica, concretament de Bach. A tot això, tampoc podia obviar una de les músiques més característiques de la seva terra, el tango.
Piazzolla va començar a desenvolupar un estil propi, un tango diferent que els tangueros clàssics criticaven. Una de les obres amb la qual millor representa aquesta personalitat musical és Libertango. Aquesta obra és un intent de fer un tango més internacional, deixant-se portar per un estil que s'apropa més a Quincy Jones. En una gravació a Milà un músic li va dir a Piazzolla: “Ástor, això és música, no la merda que toquem tots els dies”.
Piazzolla va firmar un contracte amb Aldo Pagani, un productor italià, que li va permetre escriure i gravar Libertango, entre moltes altres obres. La duració de l’obra és inferior a 3 minuts ja que Pagani va demanar-li expressament, pensant en els plans de promoció, per tenir un accés fàcil a ràdios i a les populars màquines de música dels bars de l’època.

## Desenvolupament de l'obra
El tema Libertango és la introducció del disc i es desenvolupa en uns 2:45 minuts. La participació d'elements com la secció de cordes, la bateria o la guitarra elèctrica, inadmisible en la concepció del tango tradicional, són part de l'orquestra que acompanya al tema.
Amb aquests elements, Piazzolla reafirma la seva marca d'estil a l'insistir en una de les ruptures més evidents: el format. No seria aquesta la primera vegada en la qual Piazzolla jugaria amb el format musical, però en aquesta oportunitat la seva concepció hauria assolit una major maduresa.
L'harmonia seria un altre dels elements nous de Piazzolla, el qual introdueix relacions harmòniques pròpies del jazz, amb la qual cosa renova la sensació auditiva del gènere, d'una tradició que es basava en l'harmonia clàssica.
Des de l'inici del tema, el bandoneó entra marcant la pulsació de la peça. Així doncs, Piazzolla exhibeix el primer motiu, que formalment correspondria al tema A, acompanyat del baix elèctric i la percussió. Poc a poc, es van sumant els elements de l'orquestra, que presenten el segon motiu, és a dir, el tema B, sobre la mateixa base harmònica, el que li permet al bandoneó continuar tocant el primer motiu de manera paral·lela.
A l'acabar aquesta secció, el bandoneó es desmarca per brindar el seu esplendor melòdic i presentar el tema C sobre un desenvolupament harmònic diferent. Al terme d'aquesta exposició, l'orquestra torna sobre la primera part i el tema acaba amb un fade out.

## Text d'Horacio Ferrer
El poeta uruguaià Horacio Ferrer, el qual va treballar juntament amb Piazzolla com a lletrista de les seves cançons més populars, com Balada para un loco o Chiquilín de Bachín, va escriure un text per ser recitat sobre Libertango. Òbviament, el tema central és la llibertat. El text diu així:

Mi libertad me ama y todo el ser le entrego.
Mi libertad destranca la cárcel de mis huesos.
Mi libertad se ofende si soy feliz con miedo.
Mi libertad desnuda me hace el amor perfecto.

Mi libertad me insiste con lo que no me atrevo.
Mi libertad me quiere con lo que llevo puesto.
Mi libertad me absuelve si alguna vez la pierdo
por cosas de la vida que a comprender no acierto.

Mi libertad no cuenta los años que yo tengo, 
pastora inclaudicable de mis eternos sueños.
Mi libertad me deja y soy un pobre espectro, 
mi libertad me llama y en trajes de alas vuelvo.

Mi libertad comprende que yo me sienta preso
de los errores míos sin arrepentimiento.
Mi libertad quisieran el astro sin asueto
y el átomo cautivo, ser libre ¡qué misterio!

Ser libre. Ya en su vientre mi madre me decía "
ser libre no se compra ni es dádiva o favor".
Yo vivo del hermoso secreto de esta orgía:
si polvo fui y al polvo iré, soy polvo de alegría
y en leche de alma preño mi libertad en flor.

De niño la adoré, deseándola crecí,
mi libertad, mujer de tiempo y luz,
la quiero hasta el dolor y hasta la soledad.

Mi libertad me sueña con mis amados muertos, 
mi libertad adora a los que en vida quiero.
Mi libertad me dice, de cuando en vez, por dentro, 
que somos tan felices como deseamos serlo.

Mi libertad conoce al que mató y al cuervo
que ahoga y atormenta la libertad del bueno.
Mi libertad se infarta de hipócritas y necios, 
mi libertad trasnocha con santos y bohemios.

Mi libertad es tango de par en par abierto
y es blues y es cueca y choro, danzón y romancero.
Mi libertad es tango, juglar de pueblo en pueblo,
y es murga y sinfonía y es coro en blanco y negro.

Mi libertad es tango que baila en diez mil puertos
y es rock, malambo y salmo y es ópera y flamenco.
Mi libertango es libre, poeta y callejero,
tan viejo como el mundo, tan simple como un credo.

De niño la adoré, deseándola crecí,
mi libertad, mujer de tiempo y luz,
la quiero hasta el dolor y hasta la soledad.

## Altres versions destacades
| Any de publicació | Artista                                       |
| ----------------- | --------------------------------------------- |
| 1975              | Guy Marchand                                  |
| 1981              | Grace Jones                                   |
| 1997              | Yo-Yo Ma                                      |
| 1997              | Astor Piazzolla (Libertango)                  |
| 2002              | Bond                                          |
| 2003              | Jazz Mandolin Project (Jungle Tango)          |
| 2006              | Michel Camilo amb Tomatito                    |
| 2007              | Luisa Maria Güell                             |
| 2009              | María Rivas                                   |
| 2013              | The Swingle Singers                           |
| 2014              | Aydar Gaynullin amb la Filharmònica de Berlín |
| 2017              | Hiromi amb Edmar Castañeda                    |

## Personal
- Ástor Piazzolla – bandoneó (composició i direcció)
- Gianni Bedorri – flauta travessera
- Marlene Kessik – flauta travessera
- Hugo Heredia – flauta travessera
- Umberto Benedetti Michelangeli – violí
- Elsa Parravicini – viola
- Paolo Salvi – violoncel
- Filipo Daccó – guitarra i guitarra elèctrica
- Felice Da Viá – piano i hammond
- Gianni Zilioli – hammond i marimba
- Pino Presti – baix
- Tullio de Piscopo – bateria i percussió
- Andrea Poggi – timbals i percussió
- Gianni Zilioli – marimba
- Aldo Pagani – producció
- Tonino Paolillo – so[1][9]